# Sammy Cahn
Sammy Cahn (nacido Samuel Cohen; Nueva York, Nueva York; 18 de junio de 1913-Los Ángeles, California; 15 de enero de 1993) fue un compositor de música ligera estadounidense, especialmente conocido por sus contribuciones al Tin Pan Alley y a Broadway, con canciones que fueron interpretadas por Frank Sinatra, Doris Day y muchos otros. También era músico, pues tocaba el piano y el violín. Muchas de sus obras forman parte del Great American Songbook.

## Biografía
Nacido en Manhattan, fue el único varón entre cinco hijos de unos inmigrantes judíos oriundos de Polonia. Se casó en dos ocasiones: primero con la vocalista y antigua Goldwyn girl Gloria Delson en 1945, con la que tuvo dos niños, y más tarde con Virginia Basile en 1970. Cambió su apellido de Cohen a Kahn para evitar la confusión con el actor de la MGM y cómico Sammy Cohen y, de nuevo, de Kahn a Cahn para evitar la confusión con el compositor Gus Kahn.
Cahn describió así los comienzos de su carrera:

La composición de canciones siempre había sido una aventura emocionante para mí y, en ocasiones, lo he hecho con la facilidad que solo permite la alegría. Desde el comienzo, los dioses han conspirado para ayudarme en mi carrera. Lou Levy, el eminente editor musical, vivía cerca de mí y nos conocimos el día en que salí de mi primera reunión con un editor musical. Esto llevó a una relación que ha durado muchos años. Lou y yo escribimos "Rhythm is our business", material para la orquesta de Jimmie Lunceford, que se convirtió en mi primer copyright ASCAP. Yo había estado produciendo en seria letras especiales para ocasiones especiales durante años y esto me ayudó a la hora de adquirir una gran rapidez en la escritura de canciones. Hay muchos que podrían haber escrito esas letras mejor que yo, pero no con más rapidez. Glen Gray y Tommy Dorsey se convirtieron en clientes regulares y a través de Tommy llegó la más perdurable y quizás más satisfactoria relación de mi carrera musical: la de Frank Sinatra.

Se convirtió en miembro de la Songwriters Hall of Fame en 1972. Más tarde se convertiría en presidente de esa organización cuando Johnny Mercer enfermó.
Murió en 1993 a los 79 años en Los Ángeles. Fue enterrado en el Cementerio Westwood Village Memorial Park.

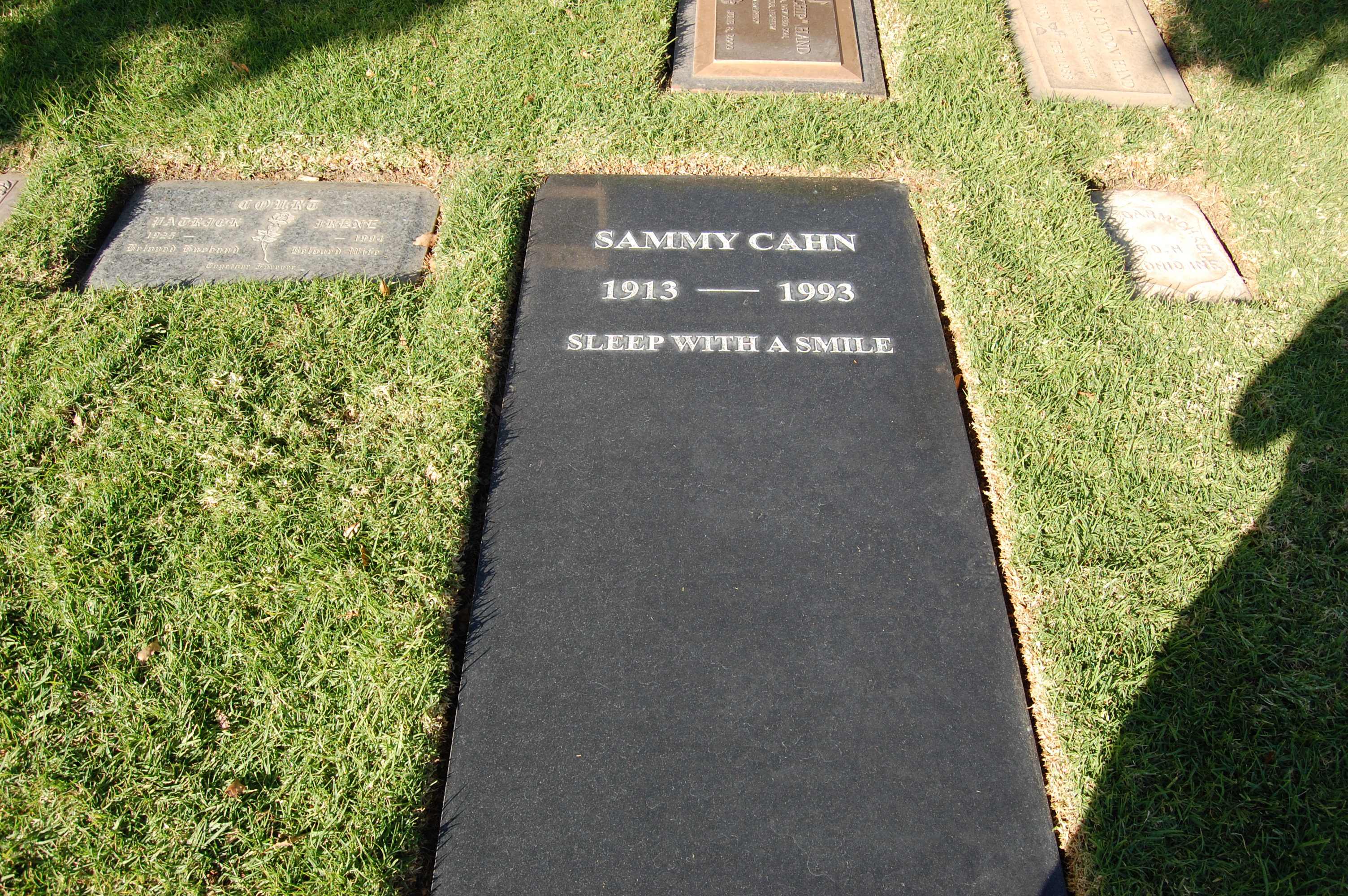
Tumba de Sammy Cahn

## Composiciones más importantes
- Ganadoras de un Óscar.

1954 – "Three Coins in the Fountain" (música de Jule Styne) interpretada por Frank Sinatra en la película Three Coins in the Fountain.
1957 – "All the Way" (música de Jimmy Van Heusen) interpretada por Frank Sinatra en la película The Joker is Wild.
1959 – "High Hopes" (música de James Van Heusen) interpretada por Frank Sinatra y Eddie Hodges en la película A Hole in the Head.
1963 – "Call Me Irresponsible" (música de James Van Heusen) interpretada por Jackie Gleason en la película Papa's Delicate Condition.
- Nominadas a un Óscar.

1942 – "I've Heard That Song Before" (música de Jule Styne) de la película Youth on Parade.
1944 – "I'll Walk Alone" (música de Jule Styne) de la película Follow the Boys.
1945 – "Anywhere" (música de Jule Styne) de la película Tonight and Every Night.
1945 – "I Fall in Love Too Easily" (música de Jule Styne) interpretada por Frank Sinatra en la película Anchors Aweigh.
1948 – "It's Magic" (música de Jule Styne) interpretada por Doris Day en la película Romance on the High Seas.
1949 – "It's a Great Feeling" (música de Jule Styne) interpretada por Doris Day en la película It's a Great Feeling.
1950 – "Be My Love" (música de Nicholas Brodszky) interpretada por Mario Lanza y Kathryn Grayson en la película The Toast of New Orleans.
1951 – "Wonder Why" (música de Nicholas Brodszky) interpretada por Jane Powell y Vic Damone en la película Rich, Young and Pretty.
1952 – "Because You're Mine" (música de Nicholas Brodszky) interpretada por Mario Lanza en la película Because You're Mine.
1955 – "I'll Never Stop Loving You" (música de Nicholas Brodszky) interpretada por Doris Day en la película Love Me or Leave Me.
1955 – "The Tender Trap" (música de James Van Heusen) interpretada por Frank Sinatra en la película The Tender Trap.
- Otras canciones conocidas.

"Bei Mir Bist du Schoen".
"Come Dance With Me" (con Jimmy Van Heusen)
"Come Fly with Me" (con Jimmy Van Heusen)
"Day By Day" (con Paul Weston y Axel Stordahl)
"Five Minutes More" (con Jule Styne)
"Guess I'll Hang My Tears Out to Dry" (con Jule Styne)
"I'll Never Stop Loving You" (con Nicholas Brodzsky)
"I Should Care" (con Paul Weston and Axel Stordahl)
"I Still Get Jealous" (con Jule Styne)
"It's Been a Long, Long Time" (con Jule Styne)
"Let It Snow, Let It Snow, Let It Snow" (con Jule Styne)
"Love and Marriage" (con James Van Heusen)
"Papa, Won't You Dance With Me" (con Jule Styne)
"Please Be Kind" (con Saul Chaplin)
"Rhythm Is Our Business" (con Saul Chaplin)
"Saturday Night Is the Loneliest Night of the Week" (con Jule Styne)
"Teach Me Tonight" (con Gene DePaul)
"The Things We Did Last Summer" (con Jule Styne)
"The Secret of Christmas" (con James Van Heusen)
"Time After Time" (con Jule Styne)
"Until the Real Thing Comes Along" (con Saul Chaplin)
A lo largo de su carrera, fue nominado para 23 premios Óscar, 5 Globos de Oro y un Emmy.
- Musicales de Broadway.

1947 – High Button Shoes música de Jule Styne
1965 – Skyscraper música de James Van Heusen
1966 – Walking Happy música de James Van Heusen
1970 – Look To The Lilies música de Jule Styne

## Married... with Children
Cahn es el autor de la letra de la canción "Love and Marriage", que fue usada como sintonía de la serie de televisión de la cadena FOX TV Married... with Children. La canción, no obstante, había hecho su debut televisivo en 1955 en una producción televisiva de Our Town, y ganó un premio Emmy en 1956.

## Oz
Cahn contribuyó con sus letras a dos películas (sin relación entre sí) sobre el País de Oz, Journey Back to Oz (1971) y The Wizard of Oz (1982). Para la primera contó con la colaboración de James Van Heusen, y para la segunda con Allen Byrns, Joe Hisaishi y Yuichiro Oda.

## Premios y distinciones
Premios Óscar
| Año  | Categoría              | Canción                       | Película                        | Resultado |
| ---- | ---------------------- | ----------------------------- | ------------------------------- | --------- |
| 1943 | Mejor canción original | «I've Heard That Song Before» | Youth on Parade                 | Nominado  |
| 1945 | Mejor canción original | «I'll Walk Alone»             | Follow the Boys                 | Nominado  |
| 1946 | Mejor canción original | «Anywhere»                    | Esta noche y todas las noches   | Nominado  |
| 1949 | Mejor canción original | «It's Magic»                  | Romanza en alta mar             | Nominado  |
| 1950 | Mejor canción original | «It's a Great Feeling»        | El amor no puede esperar        | Nominado  |
| 1951 | Mejor canción original | «Be My Love»                  | Las redes del amor              | Nominado  |
| 1952 | Mejor canción original | «Wonder Why»                  | Rica, joven y bonita            | Nominado  |
| 1953 | Mejor canción original | «Because You're Mine»         | Porque eres mía                 | Nominado  |
| 1955 | Mejor canción original | «Three Coins in the Fountain» | Creemos en el amor              | Ganador   |
| 1956 | Mejor canción original | «I'll Never Stop Loving You»  | Quiéreme o déjame               | Nominado  |
| 1956 | Mejor canción original | «(Love Is) The Tender Trap»   | El solterón y el amor           | Nominado  |
| 1957 | Mejor canción original | «Written on the Wind»         | Escrito sobre el viento         | Nominado  |
| 1958 | Mejor canción original | «All The Way»                 | La máscara del dolor            | Ganador   |
| 1959 | Mejor canción original | «To Love and Be Loved»        | Como un torrente                | Nominado  |
| 1960 | Mejor canción original | «High Hopes»                  | Millonario de ilusiones         | Ganador   |
| 1960 | Mejor canción original | «The Best of Everything»      | Mujeres frente al amor          | Nominado  |
| 1961 | Mejor canción original | «The Second Time Around»      | Buenos tiempos                  | Nominado  |
| 1962 | Mejor canción original | «Pocketful of Miracles»       | Un gángster para un milagro     | Nominado  |
| 1964 | Mejor canción original | «Call Me Irresponsible»       | Papa's Delicate Condition       | Ganador   |
| 1965 | Mejor canción original | «My Kind of Town»             | Cuatro gángsters de Chicago     | Nominado  |
| 1965 | Mejor canción original | «Where Love Has Gone»         | ¿Adonde fue el amor?            | Nominado  |
| 1968 | Mejor canción original | «Thoroughly Modern Millie»    | Millie, una chica moderna       | Nominado  |
| 1969 | Mejor canción original | «Star!»                       | Star!                           | Nominado  |
| 1974 | Mejor canción original | «All That Love Went to Waste» | Un toque de distinción          | Nominado  |
| 1976 | Mejor canción original | «Now That We're in Love»      | Un experimento loco, loco, loco | Nominado  |